# Athanasius Bernhard

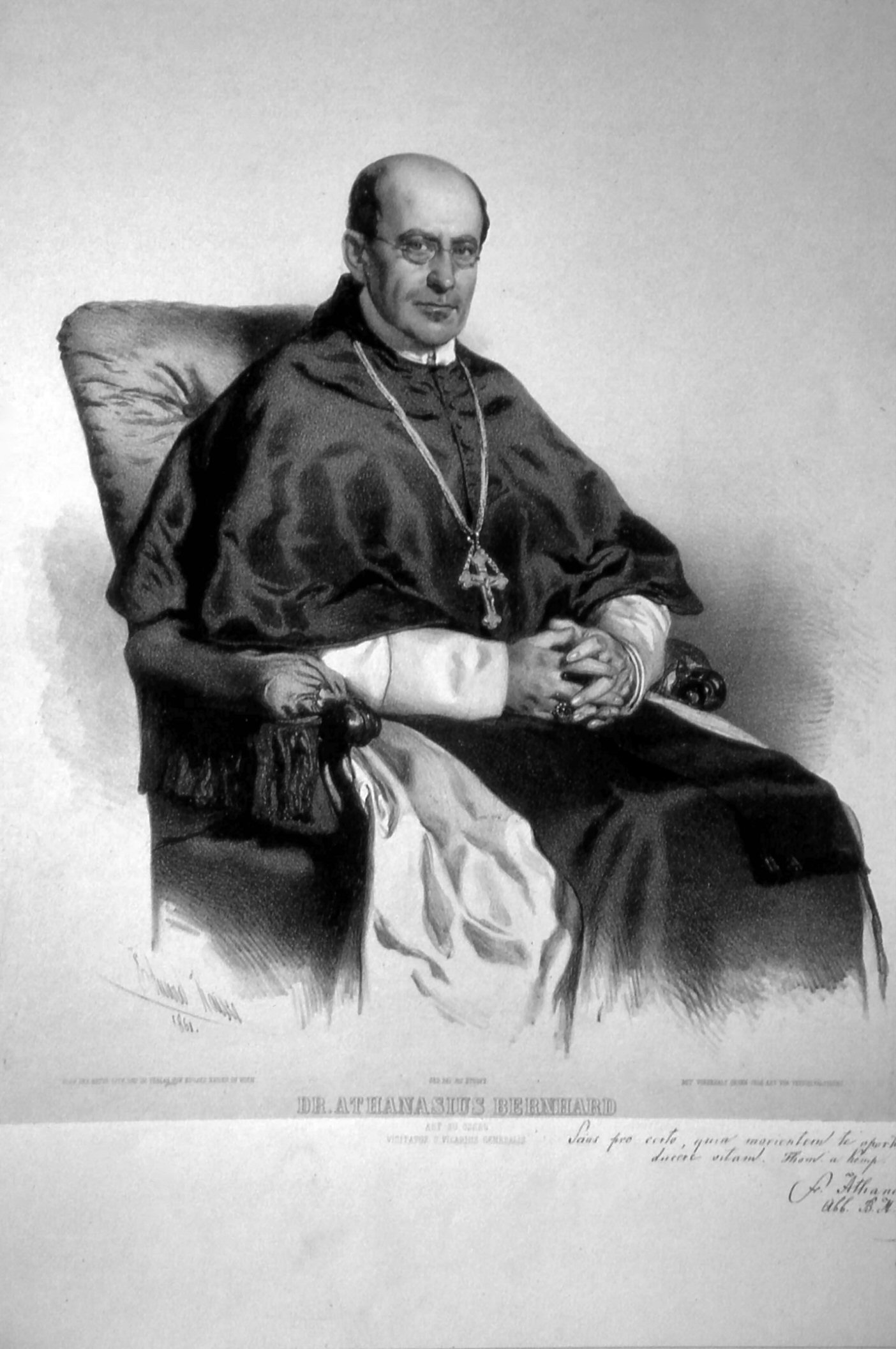
Abt Athanasius Bernhard

Athanasius Bernhard SOCist (* 2. Januar 1815 in Radonitz bei Kaaden in Böhmen als Philipp Bernhard; † 18. März 1875 in Osek) war ein böhmischer Zisterzienser und von 1853 bis 1875 Abt des Klosters Ossegg.

## Leben
Bernhard wurde 1815 in Radonitz als Sohn des Kantors Philipp Bernhard und dessen Ehefrau Johanna geb. Aschermann geboren. Nach dem Besuch des Gymnasiums in Komotau, trat er 1835 als Novize in das Kloster Ossegg ein. Er legte 1838 die Ordensgelübde ab und wurde 1840 Priester. 1844 wurde Bernhard an der Karls-Universität Prag zum Dr. theol. promoviert. Als promovierter Theologe lehrte er im Kloster und am Leitmeritzer Priesterseminar Neues Testament. Als Sekretär und später als Generalvikar (seit 1854) unterstützte er Kardinal Friedrich zu Schwarzenberg und Bischof Hille von Leitmeritz bei der Visitation der Zisterzienserklöster.
1853 zum Abt gewählt, ließ er die Klosterkirche und die Pfarrkirchen renovieren. Er ließ das Klosterhospital erweitern, gründete eine Mädchenschule und konnte mit staatlichen Entschädigungszahlungen das Klosterareal arrondieren. Während des Deutschen Krieges 1866 musste das Kloster mehrmals Soldaten beherbergen und versorgen. Andere Unternehmungen hatten weniger Erfolg, der Kalksteinbruch beim Kloster wurde 1874 wegen Unrentabilität geschlossen, die Kohlegrube bei Střimice verkauft.
Von 1861 bis 1866 war er Mitglied des österreichischen Reichsrats. 1869 nahm er am Generalkapitel des Zisterzienserordens in Rom teil.